# Odprto prvenstvo Avstralije 1987
Odprto prvenstvo Avstralije 1987 je teniški turnir, ki je potekal med 12. in 25. januarjem 1987 v Melbournu.

## Moški posamično
Stefan Edberg :  Pat Cash 6–3, 6–4, 3–6, 5–7, 6–3

## Ženske posamično
Hana Mandlíková :  Martina Navratilova 7–5, 7–6(7–1)

## Moške dvojice
Stefan Edberg /  Anders Järryd :  Peter Doohan /  Laurie Warder 6–4, 6–4, 7–6(7–3)

## Ženske dvojice
Martina Navratilova /  Pam Shriver :  Zina Garrison /  Lori McNeil 6–1, 6–0

## Mešane dvojice
Zina Garrison /  Sherwood Stewart :  Anne Hobbs /  Andrew Castle 3–6, 7–6(7–5), 6–3 